# Artūrs Irbe

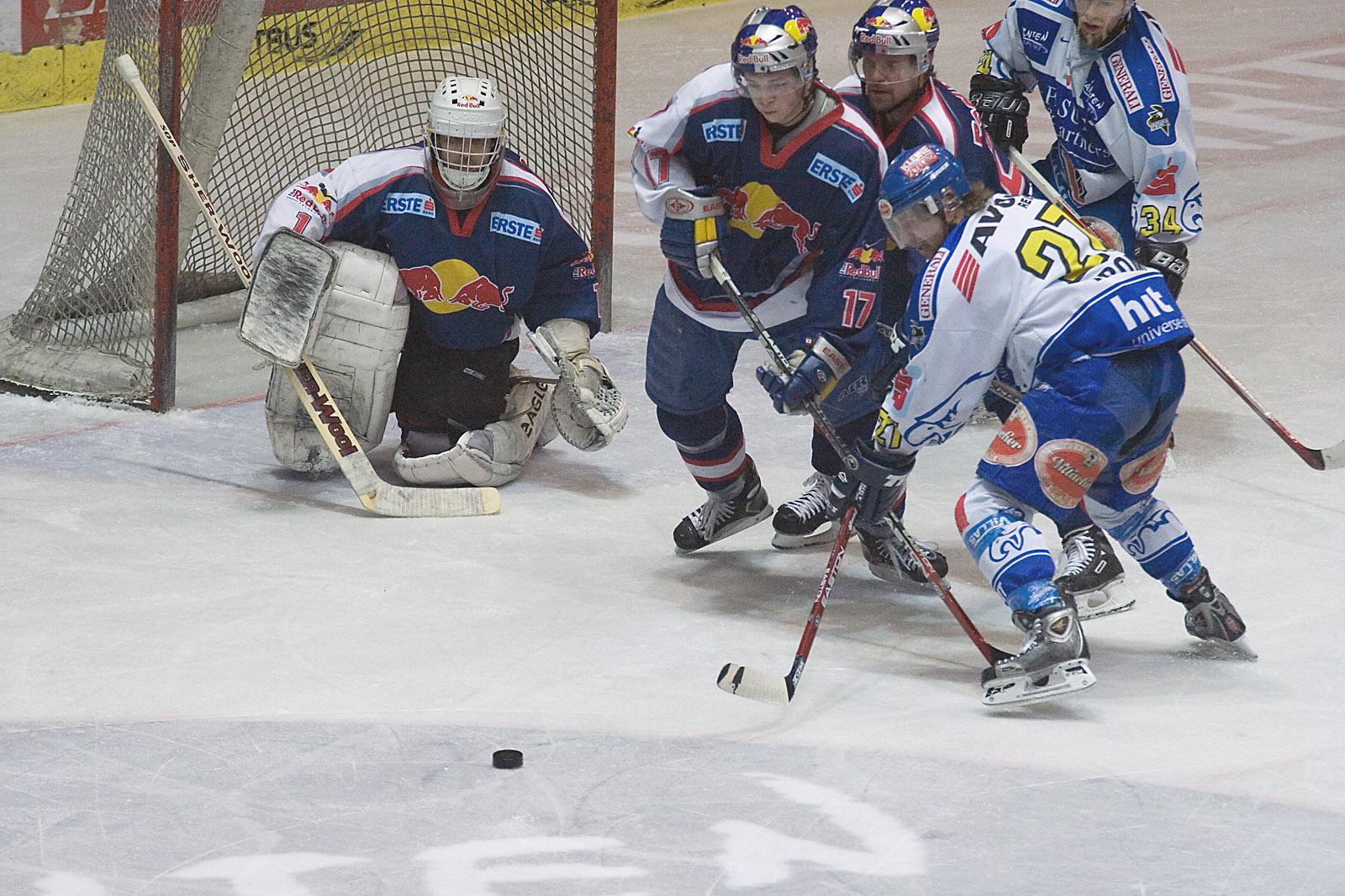
V závěru kariéry chytal Irbe mimo jiné i za EC Red Bull Salzburg

Artūrs Irbe (* 2. února 1967 v Rize, SSSR) je bývalý lotyšský hokejový brankář, který odchytal 568 utkání v NHL.

## Reprezentace
V roce 1985 si zachytal na mistrovství Evropy do 18 let, tehdy ještě za Sovětský svaz. Z turnaje si odvezl stříbrnou medaili a cenu pro nejlepšího brankáře. V dresu dospělé sovětské reprezentace debutoval 7.2.1989 v Göteborgu proti domácímu Švédsku (4:3). Startoval na světových šampionátech v letech 1989 a 1990. Obě mistrovství Sověti vyhráli a Irbe byl nejlepším gólmanem šampionátu 1990.
Po rozpadu SSSR se stal reprezentantem samostatného Lotyšska. V dresu svého národního mužstva pomohl na turnaji B-skupiny mistrovství světa 1996 vybojovat postup mezi elitu. Hlavního šampionátu se pak zúčastnil v letech 1997, 1998, 1999, 2000, 2001, 2003, 2004 a 2005. V letech 2002 a 2006 byl součástí mužstva na olympijských hrách. Při turínské olympiádě 2006 navíc dostal čest být vlajkonošem lotyšské výpravy.
V roce 2010 byl zařazen do síně slávy mezinárodní hokejové federace.
Statistika na velkých turnajích
| Rok  | Tým      | Událost | Z | Minuty | Ink. G. | Ink. G/Z | Zákroky |
| ---- | -------- | ------- | - | ------ | ------- | -------- | ------- |
| 1985 | SSSR 18  | ME 18   | 5 | 300    | 5       | 1.00     |         |
| 1989 | SSSR     | MS      | 3 |        |         | 1.71     |         |
| 1990 | SSSR     | MS      | 6 | 315    | 5       | 0.95     | .950    |
| 1996 | Lotyšsko | MS – B  | 4 | 240    | 7       | 1.75     |         |
| 1997 | Lotyšsko | MS      | 5 | 300    | 10      | 2.00     |         |
| 1998 | Lotyšsko | MS      | 6 | 358    | 17      | 2.85     |         |
| 1999 | Lotyšsko | MS      | 4 | 238    | 12      | 3.02     | .860    |
| 2000 | Lotyšsko | MS      | 5 | 420    | 17      | 2.43     | .907    |
| 2001 | Lotyšsko | MS      | 6 | 360    | 13      | 2.17     | .924    |
| 2002 | Lotyšsko | OH      | 1 | 60     | 4       | 4.00     | .862    |
| 2003 | Lotyšsko | MS      | 3 | 180    | 9       | 3.00     | .901    |
| 2004 | Lotyšsko | MS      | 5 | 300    | 9       | 1.80     | .925    |
| 2005 | Lotyšsko | MS      | 6 | 283    | 7       | 1.48     | .944    |
| 2006 | Lotyšsko | OH      | 3 | 148    | 14      | 5.68     | .833    |

## Kariéra
Mezi muži začínal ve třetí nejvyšší soutěži v SSSR, než posílil jako devatenáctiletý v průběhu sezony 1986/87 prvoligové mužstvo Dinamo Riga. V ročníku 1987/88 si získal pozici jedničky týmu a zároveň byl vyhlášen nejlepším nováčkem soutěže. Za Dinamo chytal do roku 1991.
Přestože jej v roce 1989 draftoval klub Minnesota North Stars, vstoupil v roce 1991 do organizace jiného celku NHL – San Jose Sharks. Tento klub právě téhož roku NHL rozšířil. V první sezoně odchytal za Sharks pouze 13 utkání, ale ve farmářské IHL pomohl záložnímu celku Kansas City Blades k mistrovskému titulu, navíc byl zařazen do All star týmu soutěže a obdržel s týmovým kolegou Wadem Flahertym cenu pro brankáře nejméně inkasujícího týmu (James Norris Memorial Trophy). V sezoně 1992/93 chytal za Sharks stabilněji. Zlomovým byl ročník 1993/94, kdy se stal týmovou jedničkou. V téže sezoně si zachytal utkání hvězd. Kalifornský celek opustil v roce 1996, svými výkony se zařadil do klubové síně slávy, oficiálně byl přijat v roce 2010.
Sezonu 1996/97 strávil v Dallas Stars a následující ve Vancouver Canucks. V letech 1998–2004 "zakotvil" v Carolina Hurricanes, se kterými mimo jiné došel v ročníku 2001/02 do finále Stanley Cupu či si o tři roky dříve vysloužil svojí druhou nominaci do utkání hvězd. V létě 2004 jej Carolina vyměnila do Columbus Blue Jackets, ovšem za klub v NHL nikdy nenastoupil, protože ročník 2004/05 byl zrušen pro stávku hráčů. Irbe v této sezoně hájil barvy HK Riga 2000, ve kterém zůstal i po výluce. Tým byl sice lotyšský, ale hrál běloruskou ligu. V závěru sezony 2005/06 si zachytal Irbe ještě rakouskou nejvyšší soutěž za EC Red Bull Salzburg. Poslední sezonou kariéry brankářské legendy byla 2006/07. Tu zahájil v lotyšské lize, kde odchytal čtyři utkání za SK Rīga 20, v průběhu sezony přestoupil do HK Ardo Nitra. V klubu slovenské nejvyšší soutěže však nebyli s jeho výkony spokojeni, takže byl po šesti startech propuštěn.
Po aktivní kariéře se věnoval trénování brankářů lotyšské reprezentace či klubu Washington Capitals, kde se ujal pozice trenéra brankářů v roce 2009, po vypršení dvouletého kontraktu se rozhodl práci zde ukončit z rodinných důvodů. V sezoně 2014/15 pracoval jako trenér brankářů u klubu Buffalo Sabres, kde jej potkala kuriózní situace, kdy kvůli zranění Michala Neuvirtha a sněhové závějí znemožňující přicestování jiného brankáře odseděl ve výstroji dvě třetiny na lavičce Sabres jako náhradní brankář.

## Statistika v NHL
- Debut v NHL - 8. listopadu 1991 (SAN JOSÉ SHARKS - Edmonton Oilers 6:2)
- První čisté konto v NHL - 17. listopadu 1992 (Los Angeles Kings - SAN JOSÉ SHARKS 0:6)

## Statistiky

### Statistiky v základní části
| 1991-92                | San Jose Sharks      | NHL         | 13  | 4.47 | 86,8 | 2   | 6   | 48   | 317   | 0  | 645    |
| 1992-93                | San Jose Sharks      | NHL         | 36  | 4.11 | 88,6 | 7   | 26  | 142  | 1108  | 1  | 2074   |
| 1993-94                | San Jose Sharks      | NHL         | 74  | 2.84 | 89,9 | 30  | 28  | 209  | 1855  | 3  | 4412   |
| 1994-95                | San Jose Sharks      | NHL         | 38  | 3.26 | 89,5 | 14  | 19  | 111  | 945   | 4  | 2043   |
| 1995-96                | San Jose Sharks      | NHL         | 22  | 4.59 | 86,0 | 4   | 12  | 85   | 522   | 0  | 1112   |
| 1996-97                | Dallas Stars         | NHL         | 35  | 2.69 | 89,3 | 17  | 12  | 88   | 737   | 3  | 1965   |
| 1997-98                | Vancouver Canucks    | NHL         | 41  | 2.73 | 90,7 | 14  | 11  | 91   | 891   | 2  | 1999   |
| 1998-99                | Carolina Hurricanes  | NHL         | 62  | 2.22 | 92,3 | 27  | 20  | 135  | 1618  | 6  | 3643   |
| 1999-00                | Carolina Hurricanes  | NHL         | 75  | 2.42 | 90,6 | 34  | 28  | 175  | 1683  | 5  | 4345   |
| 2000-01                | Carolina Hurricanes  | NHL         | 77  | 2.45 | 90,8 | 37  | 29  | 180  | 1767  | 6  | 4406   |
| 2001-02                | Carolina Hurricanes  | NHL         | 51  | 2.54 | 90,2 | 20  | 19  | 126  | 1156  | 3  | 2974   |
| 2002-03                | Carolina Hurricanes  | NHL         | 34  | 3.19 | 87,7 | 7   | 24  | 100  | 716   | 0  | 1884   |
| 2002-03                | Lowell Lock Monsters | AHL         | 7   | 2.95 | 90,8 | 3   | 3   | 21   | 208   | 0  | 427    |
| 2003-04                | Carolina Hurricanes  | NHL         | 10  | 2.45 | 89,9 | 5   | 2   | 23   | 205   | 0  | 564    |
| NHL celkově            | NHL celkově          | NHL celkově | 568 | 2.83 | 89,9 | 218 | 236 | 1513 | 13520 | 33 | 32 066 |
| AHL celkově            | AHL celkově          | AHL celkově | 7   | 2.95 | 90,8 | 3   | 3   | 21   | 208   | 0  | 427    |
| Konec hokejové kariéry |                      |             |     |      |      |     |     |      |       |    |        |

### Statistiky v play off
| 1993-94     | San Jose Sharks     | NHL         | 14 | 3.72 | 0.875 | 7  | 7  | 50  | 349  | 0 | 806  |
| 1994-95     | San Jose Sharks     | NHL         | 6  | 5.13 | 0.853 | 2  | 4  | 27  | 157  | 0 | 316  |
| 1996-97     | Dallas Stars        | NHL         | 1  | 0.00 | 1.000 | 0  | 0  | 0   | 4    | 0 | 13   |
| 1998-99     | Carolina Hurricanes | NHL         | 6  | 2.21 | 0.917 | 2  | 4  | 15  | 166  | 0 | 408  |
| 2000-01     | Carolina Hurricanes | NHL         | 6  | 3.33 | 0.900 | 2  | 4  | 20  | 181  | 0 | 360  |
| 2001-02     | Carolina Hurricanes | NHL         | 18 | 1.67 | 0.938 | 10 | 8  | 30  | 450  | 1 | 1078 |
| NHL celkově | NHL celkově         | NHL celkově | 51 | 2.86 | 90,2  | 23 | 27 | 142 | 1307 | 1 | 2981 |

## Ocenění
Mezinárodní
- Nejlepší brankář MS – 1990
- Nejlepší brankář ME 18 – 1985

NHL
- Účastník Utkání hvězd – 1994, 1999

IHL
- 1. All star tým – 1991/92
- James Norris Memorial Trophy – 1991/92

SSSR
- Nejlepší nováček – 1987/88